# Meskalin
Meskalin (prema meks. španj. mescal, mezcal, mexal < nahuatlanski mexcalli: opojna tekućina, 3,4,5-trimetoksifeniletilamin) je halucinogeni alkaloid iz skupine feniletilamina.
Meskalin je feniletilaminska halucinogena droga meksičkoga zdepastog kaktusa (Lophophora williamsii, Anhalonium williamsii). Izolirana je iz puceta meskala, kako se nazivaju vrhovi kvržica na zdepastom kaktusu.
Meskalin je i vrsta psihotropne tvari. Uvršten je u Hrvatskoj na temelju Zakona o suzbijanju zlouporabe droga na Popis droga, psihotropnih tvari i biljaka iz kojih se može dobiti droga te tvari koje se mogu uporabiti za izradu droga, pod Popis droga i biljaka iz kojih se može dobiti droga, pod 2. Popis psihotropnih tvari i biljaka, Odjeljak 1 - Psihotropne tvari sukladno Popisu 1. Konvencije UN-a o psihotropnim tvarima iz 1971. godine. Kemijsko ime je 3,4,5-trimetoksifenetilamin.
Prirodno se nalazi u pejote kaktusu (Lophophora williamsii), San Pedro kaktusu (Echinopsis pachanoi), u Echinopsis peruvian (direktni prijevod: Peruanski baklja kaktus), kao i u drugim članovima roda Cactaceae. Nešto malo meskalina nalazi se i u određenim članovima roda mahunarki (Fabaceae) uključujući Acacia berlandieri.
Nijemac Arthur Heffter prvi je izolirao meskalin 1897. godine, a Ernst Spath prvi ga je sintetizirao 1919. godine.

## Povijest
Meskal uživaju Indijanci s jugozapada Sjedinjenih Država i sjevernog Meksika pri religioznim obredima. Već od prvih dana kontakta između Europe i Amerike, kod tamošnjih Američkih domorodaca zabilježena je uporaba peyote kaktusa u religijskim/spiritualnim ceremonijama, i to plemena Huichol, Tarahumara, i drugi i na sjeverozapadu Carrizo Indijanci iz Meksika koji su ga na sjever preko Rio Grande prenesli među Komanče odakle se rašririo među mnogim plemenima zapadnog i jugozapadnog SAD-a. Drugi kaktusi poput San Pedra korišteni su u različitim regijama od Perua do Ekvadora.

## Utjecaj
U tradicionalnoj pripremi peyote se odrezan od korijena suši i priprema u obliku diska. Zatim se takav žvače ili otopi u vodi. Okus samog kaktusa je gorak. Efektivna doza za čovjeka je od 0.3 - 0.5 grama čistog meskalina, efekt takve doze traje i do 12 sati. Halucinacije se javljaju i pri dozi od 300-600 miligrama, što je ekvivalent otprilike 20 meskalin diskova.
Konzument izaziva ushićenje, uzrokuje psihičke efekte, vizualne, slušne i mirisne halucinacije, te gubitak osjećaja za vrijeme, promijenjeno stanje svijesti, često se osjeća ugoda, a i shvaćanje postaje izraženije. Mogu se javiti i osjećaj anksioznosti ili intenzivne averzije. Kao i kod većine psihodeličnih halucinogena, meskalin ne izaziva fizičku ovisnost. Meskalin koji sadrži kakti može izazvati jaka povraćanja i mučnine, što ja također važan dio tradicionalne domorodačke kulture ili šamanske ceremonije, što se smatra "čišćenjem".

## Farmakologija
Smatra se da meskalin, zajedno s LSD-om, Psilocibinom, 5-meo-DMT-om i triptaminom veže za 5-HT receptor, točnije za 5-HT2A receptor
LD50 vrijednosti:
- Kristal: 212 mg/kg (miš)
- Kristal: 132 mg/kg (štakor)

Meskalin je 1000-3000 puta manje snažan u usporedbi s LSD-om, i 30 puta manje u usporedbi sa psilocibinom. Pola doze je izlučeno iz organizma već nakon 6 sati, a neke studije pokazuju da meskalin nije niti metaboliziran prije izlučivanja. Tolerancija se i čestom uporabom teško razvija.

## Analozi
Meskalin ima mnogo analoga, neki od njih su: izomeskalin, eskalin, proskalin, buskalin, feneskalin, asimbeskalin, metaeskalin, tiomeskalin, tioeskalin.

## Vanjske poveznice
- Arhivirana inačica izvorne stranice od 2. rujna 2007. (Wayback Machine)
- Meskalin na Erowidu[neaktivna poveznica]